# Collections (album de Cypress Hill)
Albums de Cypress Hill
Greatest Hits from the Bong
(2005) Super Hits
(2008)
Collections est une compilation de Cypress Hill, sortie le 25 février 2008.

## Liste des titres
| No  | Titre                     | Album original                    | Durée |
| --- | ------------------------- | --------------------------------- | ----- |
| 1.  | Insane in the Brain       | Black Sunday                      | 3:30  |
| 2.  | Amplified                 | Stoned Raiders                    | 3:51  |
| 3.  | Legalize It               | Black Sunday                      | 0:48  |
| 4.  | Throw Your Set in the Air | Cypress Hill III: Temples of Boom | 4:08  |
| 5.  | Illusions                 | Cypress Hill III: Temples of Boom | 4:30  |
| 6.  | Tequila Sunrise           | Cypress Hill IV                   | 3:59  |
| 7.  | Boom Biddy Bye-Bye        | Cypress Hill III: Temples of Boom | 4:03  |
| 8.  | Memories                  | Stoned Raiders                    | 4:10  |
| 9.  | I Wanna Get High          | Black Sunday                      | 2:56  |
| 10. | Lick a Shot               | Black Sunday                      | 3:24  |